# Harry Halbreich

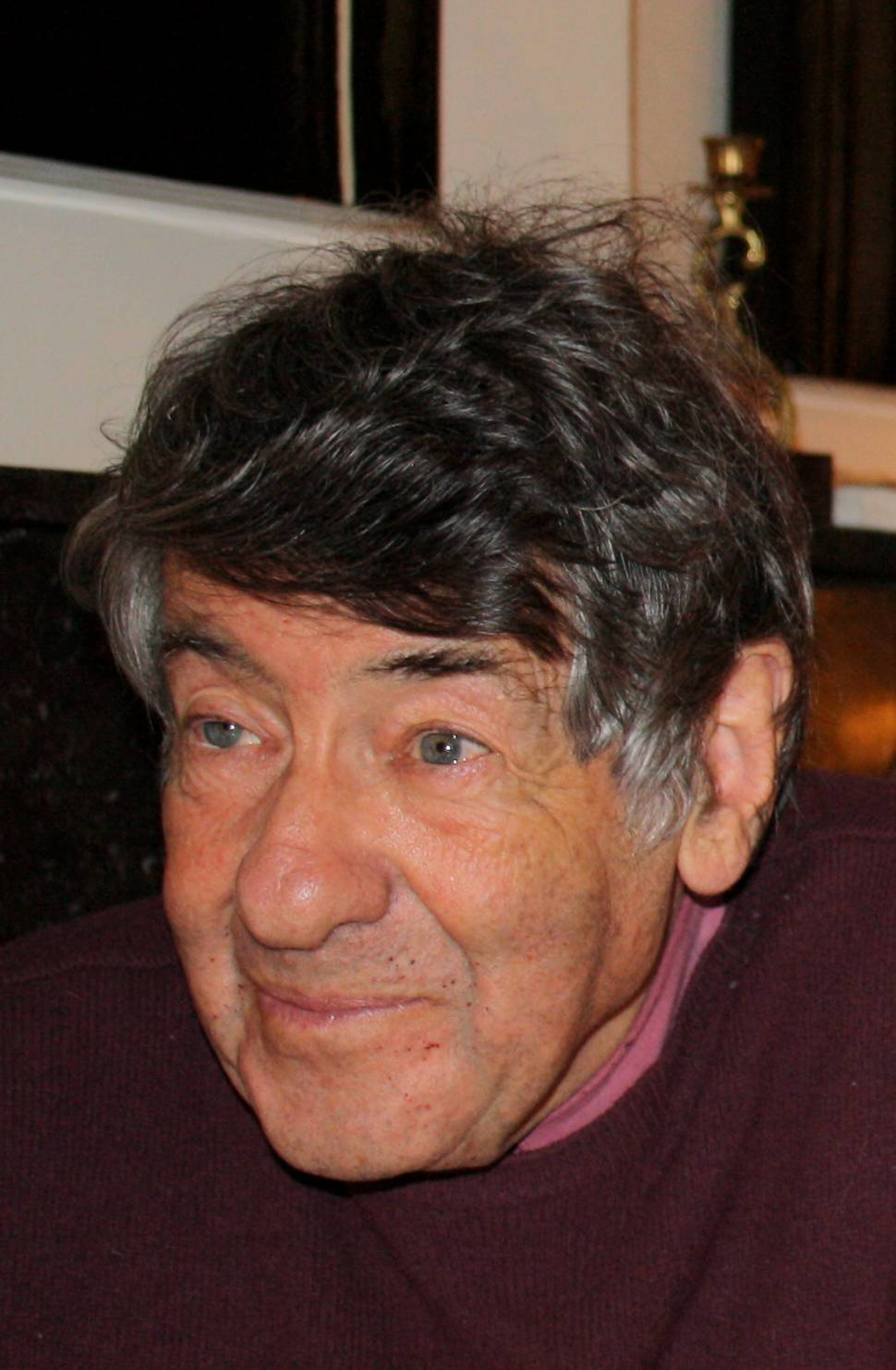
Harry Halbreich (2009)

Harry Leopold Halbreich (* 9. Februar 1931 in Berlin; † 27. Juni 2016 in Uccle) war ein belgischer Musikwissenschaftler.
Harry Halbreich studierte 1949 bis 1952 am Genfer Konservatorium, 1952 bis 1954 an der École normale de musique de Paris bei Arthur Honegger und von 1955 bis 1958 am Conservatoire de Paris bei Olivier Messiaen. 1970 bis 1976 lehrte er Musikanalyse am Königlichen Konservatorium in Mons. Vorträge und Seminare führten ihn unter anderem nach Italien, Spanien und Japan. Außerdem produzierte er zahlreiche Rundfunksendungen u. a. für RTB in Brüssel.
Der Schwerpunkt Halbreichs musikalischer Schriften galt Komponisten des 20. Jahrhunderts, darunter Edgar Varèse, Olivier Messiaen, Arthur Honegger und Bohuslav Martinů. Zu den beiden Letztgenannten erstellte er ausführliche Werkverzeichnisse; den darin festgelegten Werknummern wird das Kürzel „H.“ vorangestellt.